# 深夜アニメ
- アニメ > テレビアニメ > 深夜アニメ
- テレビ番組 > テレビアニメ > 深夜アニメ
- テレビ番組 > 深夜番組 > 深夜アニメ

深夜アニメ（しんやアニメ）は、主に深夜番組として放送されるテレビアニメ全般の呼称。本項では、主に地上波（NHKおよび在京キー局系列局）およびその系列のBS放送局でおおむね23時以降の深夜から未明にかけて放送されるテレビ番組を対象として説明する。
なお、TOKYO MXなどの独立放送局で放送される新作テレビアニメ全般については「UHFアニメ」も参照のこと。本項ではそれに該当する番組群を便宜上「独立局系深夜アニメ」などと称することとする。

## 概要
深夜アニメという単語を命名ないし提唱した人物や団体は不明だが、ソニーのDVD/BDレコーダー（スゴ録/BDZシリーズ）における録画予約の番組ジャンルの「深夜アニメ」という項目や、2016年4月より放送しているインターネットテレビ局のAbemaTV（現在のABEMA）での「深夜アニメチャンネル」（2018年4月の改編でこのチャンネルは消滅）など、各種媒体や商品で深夜帯に放送されるテレビアニメを指す名称として使用されている。
日本では、朝や夕方など（全日帯）に子どもやファミリー向けを中心としたテレビアニメが長年放送されてきたが、1990年代後半からは深夜帯にも青年向けのテレビアニメが徐々に放送され始めた。1998年頃からは需要を見込んだ深夜帯のアニメ番組の採算性が注目されるようになり、テレビアニメの放送形態として一般化していった。この動きには、深夜帯のアニメ番組でも製作委員会方式が採用されだしたことが一因であるといわれている。製作側にとっては映像ソフトの販売による収益が見込めることに加えて、深夜枠で放送することでそのコストを安くあげることができ、テレビ局側にとっても深夜の番組枠を有効活用できるというメリットがあることが製作本数の増加に繋がった。
少子化により子どもやファミリー向けのテレビアニメの需要が低下する中、2000年代半ば頃になると、アニメファンや原作のファンなどにターゲットを切り替え、製作委員会の出資企業が放送局の番組枠を買い取ってスポンサーとなり、深夜アニメが数多く放送されるようになった。2006年には、深夜アニメの製作分数が全日帯のアニメとほぼ互角となる規模まで拡大。製作本数は同年の時点で深夜アニメが全日帯のアニメを越えていると分析しているものもある。さらに、日本動画協会が発行する「アニメ産業レポート」によると、2015年には日本のアニメ史上初めて、キッズ・ファミリーアニメ（全日帯放送）と深夜アニメ（深夜帯放送）の制作分数が逆転した。レポート内では、「深夜アニメがマイナーな領域だという認識を改めなければならない時代が訪れた」と総括している。
テレビ放送は後日発売されるビデオソフト（DVDやBlu-ray Disc）および関連商品の販売促進を主な目的としており、製作費を回収するための重要な収益源でもある。スポンサーはビデオソフトや音楽ソフトのメーカー、原作の単行本の出版社、ゲームなどのコンテンツ系企業が主体である。なお、スポンサーによる収入だけでは基本的にビジネスとして成立しないことから、関連商品にはしばしば特典が用意され、視聴者の購入意欲を高める手法が採られている。

## 放送形態の特徴
現在の関東圏民放局（在京キー局、独立局）の詳細な放送動向については、本項次節を、BS・CS放送の状況についてはBS・CS放送局における主な放送の動向を参照。
インターネットにおける深夜アニメ配信の状況については、テレビアニメのインターネット配信などを参照。
作品の放送期間は、在京キー局が製作するテレビドラマなどと同様に1クール（3か月間・10 - 13回）がほとんどで、長くても2クール（6か月間・22 - 26回）までが基本となり、3クール以上連続で放送されたものはごく一部に限られる。なお、『SPY×FAMILY』などのように当初から期間をあらかじめ分割して放送するケースも増加傾向にある。
朝夕を中心とした従来のテレビアニメはその多くが全国ネットで放送されるが、深夜アニメの場合は各局のローカル編成枠での放送が基本となるため、同じ番組であっても、放送される日時は放送局により大きく異なる。2010年代後半以降になると、深夜アニメでも全国同時ネットで放送される番組枠が誕生している（それ以前にも、日本テレビ系列で『NANA』が単発ながら全国同時ネットの深夜アニメとして放送されたことがある）。
全国ネット以外で放送される深夜アニメは、大半が三大都市圏（関東・近畿・中京広域圏）ないし五大都市圏（三大都市圏に加えて北海道と福岡県）での放送で、それ以外の地方では放送実績が少ない。これは、放送局の組み合わせが製作委員会の意向により決定される場合が多く、対象から外れた放送局では番組販売を通じて放送局側が番組を購入し放送する形となるためである。ただし、三大・五大都市圏以外でも積極的に深夜アニメ（独立局系の番組を含む）を放送している放送局もあり、中には作品の製作委員会に参加した実績がある放送局もある。また、作品の舞台となっている地域や作者の出身地の放送局で単発的に放送されるケースもある。
視聴率は深夜帯であるため、2009年頃の水準では2.0%以上で「合格点」といわれ、4.0%以上で「高視聴率」といわれる。インターネット配信が一般的となった2020年代には、2%台で高視聴率として扱う報道も見受けられる一方、深夜アニメの一般層への需要が高まったことから、テレビ東京が平日夕方枠の縮小と同時に火・水・木曜の0時台にアニメ枠を設けたのを皮切りにキー局においてもリアルタイム視聴を前提として早い時間帯に放送するケースも見られるようになっており、2024年10月以降は全ての系列にて23時台にアニメ枠がレギュラー編成されている。
アニメ以外の深夜番組と同様に、独自の番組枠名称（商標）を命名するケースも増えている（具体例は関連項目を参照のこと）。フジテレビの『ノイタミナ』や毎日放送の『スーパーアニメイズム』のように、全てのネット局で共通して名称を使用することもある（専門チャンネルでの遅れネットや再放送、インターネット配信ではこの限りではない）。

## 歴史
日本の深夜アニメ第1号は、1963年から1964年にかけて水曜夜23時40分 - 23時55分にフジテレビ系列で放送された『仙人部落』である（第9話よりプライムタイムの22時30分 - 22時45分に移行）。1969年には在京キー局ではない系列局の名古屋テレビ（メ〜テレ）が初めて製作した『六法やぶれクン』が放送されたが、その後15年以上にわたって深夜アニメの放送が途絶えた。
1980年代に入ると、1986年の『ハートカクテル』（日本テレビ）、1987年の『レモンエンジェル』（フジテレビ）、1989年の『小松左京アニメ劇場』 （毎日放送）、『セイシュンの食卓』（よみうりテレビ、『11PM』枠内）、1992年の『スーパーヅガン』（フジテレビ、史上初の30分枠深夜テレビアニメ）、1995年の『行け!稲中卓球部』（TBS）などが製作された。これらの作品は話題とはなったものの、すべて単発の試みに留まっている。アニメ評論家の藤津亮太は、OVAとして製作・発売された『銀河英雄伝説』が1990年にテレビ東京の深夜帯で放送されたことや、再放送枠ではあるが1992年に開始された毎日放送の『ヒーローは眠らない』枠の存在も、「テレビアニメにおける深夜枠開拓の先駆けの一つ」という見解を示している。また、1997年からTBSの深夜帯のバラエティ番組『ワンダフル』内で放送された短編アニメ「ワンダフルアニメ」の大ヒットも指摘されている。
1990年代後半に入り、1995年にテレビ東京系列で水曜夕方に本放送され大人気を博した『新世紀エヴァンゲリオン』が、テレビ東京の深夜帯において数度再放送された際の視聴率が（深夜帯としては）驚異的な数字を叩き出し、その他系列局や各地の地方局で再放送ないし遅れネットにおいても異例の高視聴率を記録した。テレビ東京でかつてアニメ部門のプロデューサーを務めた東不可止は、『新世紀エヴァンゲリオン』の1997年における再放送の反響が大きかったことを挙げている。また、人気漫画を原作とする『逮捕しちゃうぞ』も大きな反響を呼んだ。
そんな中、テレビ東京は1996年に放送された『エルフを狩るモノたち』を皮切りに深夜アニメ枠の開拓を進めるようになった。深夜での放送は不安視されたが、視聴率2%台という深夜においてはまずまずの記録を出し、原作のコミックやサウンドトラックも売れた。さらに当時、大量生産に有利なデジタルアニメの実用化や、概要で述べたように製作委員会方式の確立で資金調達が容易になったことも相まって、新作テレビアニメの放送数が急増し、深夜アニメ枠はちょうどその受け皿として機能することとなった。それを受けて他の在京キー局や、在阪局・在名局なども次々と深夜アニメ事業に参入するようになる。
1998年には当初から独立局での深夜帯放送を念頭に製作された『LEGEND OF BASARA』が放送されたのを皮切りに、独立局各局でも深夜アニメの展開が開始され、その後の深夜アニメの有力な担い手となっている。その一方で、2000年代前半にはフジテレビやテレビ朝日を中心に番組編成の混乱による放送トラブルが相次ぐなど、様々な事情から深夜アニメの総放送本数は一進一退を繰り返した。
深夜アニメの黎明期からおおむね2000年代にかけての放送エリアは、概要で述べたように三大都市圏ないし五大都市圏が中心で、それ以外の地方ではスカパー!（当時のスカパー!e2、またはスカパー!HD・SD）やケーブルテレビなどにより衛星放送の受信環境を整えてBS放送局やAT-X・アニマックスなどのアニメ専門チャンネルで視聴するか、DVDなどのビデオソフトを購入する、またはレンタルビデオに頼るほかない状況が続いていた。BS放送局では、BS-TBS（当時はBS-i）が2000年代前半からTBS製作の番組や同局オリジナルの深夜アニメを継続して放送したほか、2007年12月に開局したBS11が開局当初から積極的に深夜アニメを編成している。その他のBS放送局でも、2010年代半ば頃から深夜アニメの放送本数が拡大しており、製作委員会への参加も活発になっている。毎日放送でかつてアニメプロデューサーを務めた竹田青滋はデジタルハリウッド大学の講演にて「アニメ番組が地上波からBSへシフトするのは間違いなくトレンドとなる」と語っている。
また、インターネットのブロードバンド接続の技術進歩もあり、2010年代に入ると、テレビ放送に加えてインターネットでのストリーミング配信やVOD配信を実施する作品が増加した。ニコニコ動画は2010年代に入るとニコニコチャンネルにおいて公式配信（ニコニコ公式アニメ）に力を入れているほか、dアニメストアやNetflix・Amazon Prime Video・ABEMAなど、深夜アニメを含むテレビアニメの配信を実施する動画配信サービス（プラットフォーム）が続々と生まれている。動画配信サービスの誕生により、インターネットの接続環境を整えれば、深夜アニメの放送がない地域でも作品を視聴できるようになった。製作側にとっても、動画配信のプラットフォームが支払うライセンス料が、従来のビデオソフトなどの売り上げに代わる新たな収益源となりつつある。
1990年代には午前（7 - 10時）が11.0%、夕方（17 - 19時）が72.8%、深夜（24時以降）が13.6%であったテレビアニメの作品数は、2000年代には午前14.7%、夕方21.6%、深夜56.2%となった。
2010年代になると、これまで全日帯で放送されることが多く、子ども・ファミリー向けアニメとしての性格も兼ねていた『週刊少年ジャンプ』や系列の雑誌で掲載されている作品についても、従来の全日帯でしか放送しないという路線を改めて深夜帯での放送が増加した。一例として、2014年に放送が開始された『ハイキュー!!』は、第1期は夕方に放送されたが、第2期以降は深夜帯での放送となった。また、2019年に第1期が放送された同誌原作の『鬼滅の刃』は独立局系深夜アニメとしては異例のヒット作となった。アニメコラムニストの小新井涼は、「20を超えるプラットフォームでの配信や毎月の一挙配信などによって、リアルタイムで逃してしまった潜在的な作品ファンを配信で取り込むことができていた」として、深夜アニメからの国民的ヒット作が生まれる上で、「SNSでの口コミと後追いのための配信環境の充実」が必要条件となっていくと指摘している。また同作は全日帯でも高視聴率が期待できる作品だが、表現の自主規制によって原作が改変されるのを防ぐため、あえて深夜での放送に踏み切ったとみられている。

## 系列ごとの主な放送の動向
本項では、在京キー局および主要な系列局の深夜アニメの大まかな放送の傾向や特徴について、系列ごとに述べる。
番組枠そのものなどのより詳細な概要については、各節の冒頭に示した該当記事を参照のこと。

### 日本テレビ
日本テレビ（日テレ）は1997年の『剣風伝奇ベルセルク』をきっかけに深夜アニメの放送に本格的に参入した。読売テレビなどの系列局が製作した番組が逆ネットされたケースも少数ある。
しかし全国展開は遅れ、2006年には全国同時ネット枠『animo』を水曜23時台に新設したものの、『NANA』1作限りで廃枠となる。その17年後の2023年10月改編において金曜23時枠に『FRIDAY ANIME NIGHT』（フラアニ）枠を新設、『NANA』以来の全国同時ネット枠を復活させた。また、2025年4月期のみドラマ枠『ドラマDEEP』枠を全国同時ネット枠『火曜プラチナイトアニメ』とし、水曜 0:29 - 0:59（火曜深夜）に『機動戦士Gundam GQuuuuuuX』が放送された。このほか、2021年4月期からの日曜未明（土曜深夜）の番組は、クロスネット局を含む系列全30局で放送が行われている（一部同時ネット局があるが、放送日時は基本的に各局で異なる）。
2010年代以降は断続的に（新作の）放送を休止する時期があり、2013年からは改編期ごとに放送日時が流動的になる傾向があった。2017年7月期からは番組枠名称として『AnichU』（アニチュウ）枠を制定するも、回ごとの放送時間の変動（5～6分繰り下げ）は2025年7月現在でも非常に激しく、『ワンダーエッグ・プライオリティ』、『アポカリプスホテル』のように一度も公式サイトに記載されている放送時間の通りに放送されなかった作品すらある。
上記の記事でも詳述している通り、日本テレビおよび同局を擁する日本テレビホールディングスは深夜アニメに携わるアニメ制作会社（マッドハウス・タツノコプロ）やレコード会社（バップ）などの企業を子会社にいくつか擁しており、それらの企業が中心となって作品の製作のほとんど（または一通り）を賄っている。その関係で他の在京キー局が製作する作品と異なり、提供クレジットを流さないサステイニング・プログラム（系列局ではサスネット）として放送し、作品関連のCMが一切流れないケースも多い。一方、『FRIDAY ANIME NIGHT』枠の作品は基本的に日本テレビが製作委員会の筆頭ではなく、唯一の固定スポンサーであるソフトバンクをはじめ、作品関連を含む複数のスポンサーが付いている。

#### NNS系列局
読売テレビ
読売テレビは黎明期からほぼ一貫して、火曜未明（月曜深夜）に深夜アニメ番組枠を設けている。2004年4月からの『MONDAY PARK』を経て、2012年1月より現在の『MANPA』となっている。
2008年の『乃木坂春香の秘密』からは独立局系の番組の製作に本格参入し、2012年の『薄桜鬼 黎明録』からは自社が関与しない独立局系の番組のネットも開始した。それ以降は日テレ製作の番組はネットしないケースが増えているが、2021年4月期からの系列全局で放送する番組についてはネットを行なっている。
なお、2010年代以降は同局の子会社であるYTE（旧：読売テレビエンタープライズ）も深夜アニメの製作を多数手掛けているが、必ずしも同局でネットされるとは限らず、サンテレビなどのエリア内の他局で放送されたり、エリア内の地上波での放送がなかったりする場合も少なくない。
中京テレビ
中京テレビは2017年の『Infini-T Force』で初めて深夜アニメの製作に参加（系列数局と合同）。2021年10月期の『シキザクラ』は、日テレへ逆ネットを果たした。
2018年には日曜未明（土曜深夜）に上記の番組枠を制定したが、2021年12月をもって廃止され、以降は断続的な放送となっている。
独立局系の番組はアニプレックスが関与するものを中心に放送している。日テレ製作作品が放送されるケースは系列全局ネット枠を除くと非常に少ない。
その他の系列局
日テレ製作の深夜アニメは、前述の理由により提供スポンサーがない番組販売扱いの番組が多いため、番組によっては地上波のネット局がなく関東ローカルの放送となったり、遅れネットの時差が大きくなったりする傾向がある。三大・五大都市圏以外で放送される番組もあるが、同都市圏内の読売テレビや中京テレビで放送されない番組も少なくなく、ネット局の組み合わせも差が大きい。ただし作品の舞台または主要人物の出身地として設定されている地域の系列局がネットする場合もあるほか、作品の製作にも参加するケースもある。

#### 変則的な放送パターン（NNS）
以下、他系列でのパターンを含めて三大都市圏での独立局や異系列局で放送されるなどのパターンに関しては基本的にテレビアニメ#変則的な事例を参照。本項では端的で異質さが際立っているパターンを紹介する。
- 製作局にてシリーズ途中で深夜帯放送に変更
  - 『結界師』（読売テレビ・一部系列局では打ち切り）、『HUNTER×HUNTER』（日本テレビ）
- 全日枠作品の続編が深夜帯に放送されるパターン
  - 『犬夜叉 完結編』（第2期）、『ルパン三世』（PART4以降）
- 深夜アニメの続編を全日枠全国ネット放送
  - 『本好きの下剋上 領主の養女』（第4期）

第3期までは関東地区ではTOKYO MXにて放送。第4期でもTOKYO MXでの放送は継続。
- 関東・関西圏では独立局のプライムタイム帯で同時期ネット
  - 読売テレビまたはYTE製作関与『有頂天家族』（第1期）、『ヤマノススメ セカンドシーズン』など
- 全国各地でネット系列が異なるパターン
  - 『俺物語!!』

愛知県ではテレビ東京系列のテレビ愛知（TVA）で放送。
  - 『THE MARGINAL SERVICE』

系列内での放送は日本テレビとBS日テレのみ。京都府・兵庫県では独立局のKBS京都とサンテレビ、愛知県・福岡県ではテレビ東京系列のテレビ愛知（TVA）とTVQ九州放送（TVQ）にてそれぞれ放送。
- 日本テレビが製作委員会に参加しているが、自局で放送せず関東圏では独立局で放送
  - 『エガオノダイカ』、『魔術士オーフェンはぐれ旅』シリーズ、『月が導く異世界道中』シリーズ、『自動販売機に生まれ変わった俺は迷宮を彷徨う』シリーズ
- 関東圏では独立局で初放送し、後に日本テレビで実質再放送
  - 『ドラゴンクライシス!』・『07-GHOST』[注釈 12]、『転生したらスライムだった件』シリーズ[注釈 13]、『銀河英雄伝説 Die Neue These』シリーズ[注釈 14]
- キー局と関東地区の独立局で同時期にネット
  - 『花は咲く、修羅の如く』（テレビ埼玉、千葉テレビ放送、テレビ神奈川でも放送）
- 独立局系深夜アニメの続編をキー局系列深夜アニメとして放送
  - 『転生したらスライムだった件』（第3期）[38][39]。
- BS日テレが製作参加し、地上波では他系列で放送
  - 『虚構推理』（第1期、テレビ朝日で放送）、『月とライカと吸血姫』、『邪神ちゃんドロップキックX』（第3期）、『夢見る男子は現実主義者』、『B-PROJECT〜熱烈＊ラブコール〜』、『甘神さんちの縁結び』、『マジック・メイカー -異世界魔法の作り方-』、『ボールパークでつかまえて!』、『えぶりでいホスト』（以上テレビ東京で放送、太字はテレビ東京も製作参加）
- BSでは地上波と同時期に他のBSデジタル放送局で放送
  - 『転生したらスライムだった件』（第3期）、『機動戦士Gundam GQuuuuuuX』、『矢野くんの普通の日々』（いずれもBS11で放送）
- 『金曜ロードショー』にて初回放送
  - 『葬送のフリーレン』[40]
- BSではゴールデンタイムで放送
  - 『機動戦士Gundam GQuuuuuuX』（BS11で放送）

### テレビ朝日
テレビ朝日（テレ朝）は1997年10月期に初の深夜アニメ『深海伝説MEREMANOID』を放送したが、同局は古くから深夜に自社制作のバラエティ番組を多数放送していることから、2010年代末期までの長年にわたり、深夜アニメは不定期に1番組ずつ放送されるのみだった。2000年代半ばには、一時的に番組数が毎クール2本程度まで増えた時期があったが短期間で再び減少し、在京民放局の中で最も消極的であった。
2020年4月より、同局の深夜帯では初となる深夜アニメの番組枠名称として『NUMAnimation』を制定。同年10月からは、後続に新設された朝日放送テレビ・ABCアニメーション製作の『ANiMAZiNG!!!』とセットで、系列全24局での全国同時ネットで放送されている。2024年10月より土曜 23:30 - 翌0:00枠にて『IMAnimation』枠を、2025年4月より水曜 23:45 - 翌0:15枠にて『IMAnimation W』枠をそれぞれ新設し、プロモーション面で『NUMAnimation』と積極的な連携が行われている。
2025年7月現在、ローカルセールスの深夜アニメ枠を有していない唯一のキー局となっている。

#### ANN系列局
朝日放送テレビ
朝日放送テレビ（ABCテレビ）は2012年10月期より『水曜アニメ〈水もん〉』枠を新設し、深夜アニメ事業に本格的に参入した。
2016年7月より、アニメ事業全体を子会社のABCアニメーションに分割し、以降の各作品への製作委員会にも同社が参加している。
2020年10月より、前述の通り同局発でテレ朝系列全24局同時ネットで放送する『ANiMAZiNG!!!』枠を新設した。この後続にも、同局ローカルの派生枠である『ANiMAZiNG2!!!』枠が設けられている（2016年4月より『アニサタ』として新設され、2020年10月より改称）。
2025年4月より月曜未明(日曜深夜)にも『ANiMiDNiGHT!!!』枠を新設。
全国ネットの『ANiMAZiNG!!!』以外の枠は全て新作で埋まるケースは少なく、再放送の割合が多い（基本的にABCアニメーションが参加している作品がラインナップされる）。ローカル深夜アニメ枠が全て再放送となったケースや、『ANiMAZiNG!!!』までも再放送となったケースもある。
水曜深夜の『IMAnimation W』枠は、『ナイトinナイト』枠を編成する都合上ABCのみ遅れネットとなっている。
メ〜テレ
名古屋テレビ放送（メ〜テレ）は歴史で述べたように、在京キー局以外では初となる深夜アニメ『六法やぶれクン』を製作した。
2000年代前半はテレ朝製作の番組をネットするのみだったが、2007年4月期より38年振りとなる自社単独製作の深夜アニメ『ウエルベールの物語 〜Sisters of Wellber〜』（関東地方ではTOKYO MXがネット）を放送したが、同局が手掛ける深夜アニメの放送は約1年で一旦終息した。
その後、2018年1月期の『ダーリン・イン・ザ・フランキス』にABCアニメーション・TOKYO MX・BS11と共同で約9年振りに深夜アニメの製作委員会に参加。以後も『ANiMAZiNG!!!』枠を含めたABCアニメーション関与作品に断続的に参加している。2023年7月期の『うちの会社の小さい先輩の話』以降はテレビ朝日と共に『NUMAnimation』枠作品の製作委員会に参加するケースが見られる。
その他の系列局
前述の通り、『NUMAnimation』および『ANiMAZiNG!!!』枠が設立された2020年10月期以降は、クロスネット局のテレビ宮崎を除く全24局が2枠のレギュラー放送を行なっている。
上記の2枠以外では、九州朝日放送（KBC）が自局ローカルで『怪盗レーニャ』（後にとちぎテレビで遅れネット）や『暗闇三太』（tvkでも遅れネット）など、北海道テレビ（HTB）が独立局各局と共同で『フジログ』を製作した実績がある。後者は主に2020年代以降、キングレコード（KING AMUSEMENT CREATIVE）やブシロードが関与する番組を中心に系列不問でネットすることが増えている。
長崎文化放送（ncc）では『あに。』（2019年4月新設）、北陸朝日放送（HAB）では『アニ帯』枠（2020年7月 - 同年9月）を設けており、主に独立局系の番組（後者はブシロードが関与する番組）をネットしている。
山口朝日放送（yab）では『Positive ANIMATION』枠を2023年1月に新設し、主に独立局系の番組を数クール遅れで放送している。
それ以外にも、秋田朝日放送（AAB）、山形テレビ（YTS）、新潟テレビ21（UX）、長野朝日放送（abn）などでやはりブシロード関与作品を中心に独立局系の番組が放送される場合がある。

#### 変則的な放送パターン（ANN）
- 全日枠作品の続編が深夜帯に放送されるパターン
  - 『ワールドトリガー』（2ndシーズン以降）

1stシーズンは日曜 6:30枠で放送。
  - 『魔法つかいプリキュア!!〜MIRAI DAYS〜』[43]

第1期『魔法つかいプリキュア!』は日曜 8:30枠で放送。
- 全国各地でネット系列が異なるパターン
  - 『秘密結社鷹の爪 カウントダウン』

JNN系列の毎日放送（製作委員会に参加。かつて1975年までテレビ朝日系列だった）・山陰放送（BSS）・静岡放送（SBS。製作委員会に参加）・RKB毎日放送、テレビ東京系列のテレビ愛知およびテレビせとうち（TSC）でも放送。本来の系列であるANN系列局では北陸朝日放送・広島ホームテレビ（HOME）・HTB・東日本放送（KHB）で放送された。
  - 『虚構推理』（第1期）

BS日テレ製作。関東ではテレビ朝日、関西では毎日放送で放送された[注釈 18][注釈 19]。
  - 『僕らの雨いろプロトコル』

『NUMAnimation』枠のレギュラー放送が無い宮崎県でも放送されるが、テレビ朝日系列に加盟するクロスネット局であるテレビ宮崎（UMK）ではなくTBS系列の宮崎放送（MRT）にて放送（同局も製作委員会参加）。本番組に限らず、全日帯でも宮崎放送にてテレビ宮崎の編成から外れたテレビ朝日系列の番組が放送されるケースは多い。
- 『NUMAnimation』、『ANiMAZiNG!!!』において他系列BS局にて放送されたケース
  - BSフジで放送

『バトルアスリーテス大運動会 ReSTART!』、『ポーション頼みで生き延びます!』
  - BS11で放送

『ジャヒー様はくじけない!』、『怪人開発部の黒井津さん』、『老後に備えて異世界で8万枚の金貨を貯めます』、『異世界召喚は二度目です』、『友達の妹が俺にだけウザい』
  - BS12トゥエルビで放送

『美少年探偵団』、『可愛いだけじゃない式守さん』、『最近雇ったメイドが怪しい』、『最強タンクの迷宮攻略〜体力9999のレアスキル持ちタンク、勇者パーティーを追放される〜』、『となりの妖怪さん』、『パーティーから追放されたその治癒師、実は最強につき』
- 『ANiMAZiNG!!!』での放送だがABCアニメーションが製作に参加していないケース
『ポーション頼みで生き延びます!』

### TBS
TBSテレビは、古くはワンダフルアニメを放送し、2004年10月期からは長年にわたり、木曜深夜に毎クール2番組体制で自社制作の深夜アニメを継続して放送していた。また、多くの番組はBS系列局BS-TBSにもネットされ古くから全国視聴が可能であった一方、2017年以降は地上波では関東ローカルとなる場合が多かった。さらに2019年7月期以降は旧作の再放送が行われる時期が生じ始め、2021年1月期以降は2022年4月期を除き毎クール1番組体制に縮小していた。2018年4月期からは『アニメリコ』という番組枠名称が設定されたが、2021年7月期をもって廃止された。
しかし、2024年1月期より『呪術廻戦』第2期（毎日放送製作）を放送した木曜23:56枠で系列全28局ネットのアニメ枠を新設した。同枠は系列全局で同時ネットであるが、ローカルセールス枠となっている。後述の『スーパーアニメイズムTURBO』新設に合わせてローカル枠も2枠体制に戻っており、途中ミニ番組を挟むものの関東地区に限り実質2時間連続のアニメ枠となったが、2024年10月期以降は再びローカル枠が29分繰り下げられ、間に非アニメ番組が挟まれる構成となっている。
また、同局では毎日放送（MBS）製作の『スーパーアニメイズム』→『スーパーアニメイズムTURBO』と『アニメイズム』を、CBCテレビ製作の『アガルアニメ』をそれぞれ逆ネットしており、うち『スーパーアニメイズムTURBO』と『アガルアニメ』は系列全28局での全国同時ネットで放送されている。
TBS・MBS・CBC製作の番組では字幕放送を実施しているが、『アニメイズム』枠のみ2023年1月期をもって廃止された。また、『スーパーアニメイズム』→『スーパーアニメイズムTURBO』、『アガルアニメ』では連動データ放送も実施している。かつてはTBS製作番組でも連動データ放送を実施していたが、2016年1月期をもって終了した。
TBS製作の番組は2009年7月期まで、毎日放送およびCBCテレビ製作の番組は2007年1月期まで、地上デジタル放送では一般的な16:9の画面比率やハイビジョン画質で制作された作品であっても、BS-TBS（2009年3月まではBS-i）を除いて画面の両端をカットし4:3の比率で放送していた。

#### JNN系列局
毎日放送
1989年に『小松左京アニメ劇場』を製作し、1995年に参入したTBSに先鞭を就けた。深夜アニメ黎明期の1997年には早くも『アニメシャワー』枠を設置し、深夜アニメの放送に本格的に参入。2006年10月期の『コードギアス 反逆のルルーシュ』でTBSへの逆ネットも果たしている。その後も番組数や放送日が拡大し、『アニメイズム』・『アニメ特区』の両枠が相次いで制定され、近畿地方の地上波では独立局のサンテレビと並び、多くの深夜アニメを放送している。
自社制作の番組や独立局系の番組を優先する傾向があり、TBS製作の番組は2015年以降ほとんどネットを見送っている。これらは独立局のサンテレビやKBS京都が代わりにネットしていたが、2017年4月期以降は先述の通り関東ローカルでの放送が主体となっていることから、近畿地方の地上波では視聴できない番組が増えている。
2019年6月をもって終了した『アニメサタデー630』の自社制作枠と入れ替わる形で、2019年7月期からはTBS系列全28局での全国同時ネットとなる『スーパーアニメイズム』枠がスタート。2022年4月期に復活した日5枠と並行して、週2本のアニメ番組を全国ネットで放送している。2024年4月からは『スーパーアニメイズム』枠をTBS製作の全国同時枠と連続する金曜（木曜深夜）0:26 - 0:56に移動し、『スーパーアニメイズムTURBO』に改名。
なお、原作を有する作品をアニメ化することが多いTBSと異なり、同局は『魔法少女まどか☆マギカ』や『TIGER & BUNNY』のようなオリジナル作品の製作にも意欲的である。
CBCテレビ（旧：中部日本放送）
CBCテレビは中部日本放送時代の2002年に『最終兵器彼女』で深夜アニメの製作に参入。2006年4・7月期の『ウィッチブレイド』で、前述の毎日放送よりも早く系列で最初の逆ネットを果たした。2013年の『琴浦さん』を最後に深夜アニメの自社制作から撤退していたが、2021年の『やくならマグカップも』で8年振りに深夜アニメを手掛けた（同作の製作委員会には、中部日本放送傘下のラジオ局であるCBCラジオも参加している）。
2016年10月期よりTBSやMBSの『アニメイズム』枠の番組のネット受けが各2本から各1本へ半減され、2018年1月期以降はレギュラーネット局から外れた。その後2024年10月期より各1本ずつではあるがネットを再開している。
2021年末以降はTBS・MBS製作および独立局系の番組を問わず、本放送時点で東海地方で未放送だった作品を独自に購入して遅れネットで放送するケースが増加している。
2024年4月に自社製作TBS系列全28局ネットのドキュメンタリー番組枠であった日曜23:30枠にて『アガルアニメ』枠を新設。
その他の系列局
前述の通り、『スーパーアニメイズム』枠が設立された2019年7月期以降は、系列局全28局で深夜アニメのレギュラー放送を行なっている。
全国ネットの番組枠以外では、七大都市圏内の北海道放送（HBC）・東北放送（tbc）・中国放送（RCC）・RKB毎日放送がCBCと共に深夜アニメの製作を手掛けた実績がある（いずれも関東地方ではTBSではなく独立局でネット）。それ以降も五大都市圏内のHBCとRKBを中心に、独立局系の番組を含む深夜アニメが断続的に放送されている。また、RKBは2024年10月期の『魔王様、リトライ!R』の製作委員会にTOKYO MX、BSフジ、BS日テレと共同で参加した。
静岡放送（SBS）は地元・静岡県を舞台にした番組を中心に積極的にネットしている。2019年10月以降は水曜未明（火曜深夜）に『アニメ6区』の番組枠名称を制定した（2023年4月期より『スーパーアニメ6区』にリニューアル）。
チューリップテレビ（TUT）は地元の富山県南砺市にアニメ制作会社のP.A.WORKSが本社を構えている縁で、同社が元請けを担当するアニメ作品をしばしば放送している。それ以外にもTBS製作の番組をネットする場合がある。
熊本放送（RKK）はTBS製作の番組やテレビ東京および独立局系の番組を、番組販売を通じて積極的に放送している。RKBやTVQ九州放送（テレビ東京系列局）を含む九州地方の他局やBS放送局でネットされていない番組も少なくない。熊本県葦北郡芦北町を舞台とする『放課後ていぼう日誌』（2020年4・7月期）も同局がネットした。
その他、IBC岩手放送・テレビユー福島（TUF）・北陸放送（MRO）・長崎放送（NBC）・南日本放送（MBC）も断続的にではあるが深夜アニメを放送している。また、2010年4・7月期の『けいおん!!』（系列全28局のローカル枠で放送）が終了した後の一時期、これまでに挙げた以外の一部の系列局が深夜アニメを単発的に放送したことがあった。
2019年以降はSBSの『アニメ6区』の他にも、山陰放送（BSS）の『森谷佳奈のアニ物語』（2019年10月 - ）、tbcの『寝られなアニメ』（2020年4月 - 2024年3月）、MBCの『よるアニメ』（2020年4月 - 2021年2月）、テレビ山梨（UTY）の『にちようスクエア』（2021年4月 - ）および『ネムラセナイト』（2023年2月 - ）、新潟放送（BSN）の『BSN THE アニメ』（2022年4月 - ）と、複数の系列局が相次いで番組枠名称を制定して、深夜アニメを数番組程度放送するようになっている。これらの枠ではテレビ東京で放送された作品が放送される場合が比較的多い。

#### 変則的な放送パターン（JNN）
毎日放送製作番組の場合
第1期とその続編（番外編なども含む）のネット局（関東圏やBS放送も含む）が異なったり、放送時間も全国ネット枠（日中→深夜）とローカル枠（深夜）を行き来する事例も少なくない。詳細は『アニメイズム』、『アニメシャワー』、『土6』→『日5』→『アニメサタデー630』（第1部）各ページを参照。
- 製作局にてシリーズ途中で深夜帯放送に変更
  - 『ゾン100〜ゾンビになるまでにしたい100のこと〜』

制作遅延により深夜帯で第10話 - 第12話を一挙放送[50][51][52]。
- 自社製作深夜アニメの続編がNHK総合へ移籍（製作委員会には引き続き参加）
  - 『進撃の巨人』（season3以降）[53]
- 自社製作独立局系深夜アニメの続編を全国ネット枠にて放送（『スーパーアニメイズム』枠にて）
  - 『乙女ゲームの破滅フラグしかない悪役令嬢に転生してしまった…X』（第2期）
- 深夜アニメの続編を全日枠全国ネット放送（何れも『日5』枠にて）
  - 『コードギアス 反逆のルルーシュR2』
  - 『戦国BASARA弐』（第1期『戦国BASARA』はCBCも製作参加）
- 全日枠全国ネットアニメの続編・スピンオフなどを深夜アニメとして放送
  - 『エウレカセブンAO』（第2期）

『アニメイズム』枠で放送。前作『交響詩篇エウレカセブン』は日曜 7:00枠で放送。
  - 『ハイキュー!!』シリーズ

第1期『ハイキュー!!』は『日5』枠で放送。
第2期『ハイキュー!! セカンドシーズン』は一部JNN系列局でネットの他、関東圏ではTOKYO MXで放送。代わりにBS11がネット局に加わっている。
第3期『ハイキュー!! 烏野高校 VS 白鳥沢学園高校』は『アニメイズム』枠で放送。
第4期『ハイキュー!! TO THE TOP』の第1クールは『スーパーアニメイズム』枠、第2クールは『アニメイズム』枠で放送。
  - 『マギ シンドバッドの冒険』

『アニメイズム』枠で放送。『マギ』本編の第1期『マギ The labyrinth of magic』・第2期『マギ The kingdom of magic』は『日5』枠で放送。
  - 『青の祓魔師』シリーズ

第1期は『日5』枠で放送。
第2期『京都不浄王篇』は『アニメイズム』枠で放送。
第3期『島根啓明結社篇』以降はTOKYO MX、BS11ほかで放送。毎日放送でも引き続き放送。
- 独立局系深夜アニメの続編をキー局系列深夜アニメとして放送
  - 『灼眼のシャナII（Second）』（第2期）、『神撃のバハムート VIRGIN SOUL』（第2期）、『からかい上手の高木さん3』（第3期）
- キー局と関東地区の独立局で同時期にネット
  - 『惑星のさみだれ』（とちぎテレビでも放送）、『東京リベンジャーズ』シリーズ（第2期以降）（TOKYO MXを除いた全ての関東独立局でも放送）、『HIGHSPEED Étoile』（群馬テレビでも放送）
- 深夜アニメを全日枠で再放送するパターン
  - 『呪術廻戦』（第1期）
- 製作には直接関与せず企画協力または幹事局として参加
  - 『神撃のバハムート VIRGIN SOUL』、『からかい上手の高木さん3』、『阿波連さんははかれない』（season1）他
- 夕刻帯放送
  - TBSとの共同製作『おおきく振りかぶって』（第1期のみ。第2期『おおきく振りかぶって 〜夏の大会編〜』は深夜枠で放送）
- 関東圏では異系列キー局で放送
  - 『フォーチュン・クエストL』、『東京リベンジャーズ』シリーズ、『新米オッサン冒険者、最強パーティに死ぬほど鍛えられて無敵になる。』（いずれもテレビ東京にて放送、『フォーチュン・クエストL』は8カ月余り遅れてネット）
- 全国各地でネット系列が異なるパターン
  - 『Dororonえん魔くん メ〜ラめら』、『輪るピングドラム』、『炎炎ノ消防隊 弐ノ章』（第2期）

関西・関東圏ではTBS系列だが、愛知県ではテレビ東京系列のテレビ愛知で放送。
さらに『Dororonえん魔くん メ〜ラめら』の福岡県では同じくテレビ東京系列のTVQ九州放送でもネット。
  - 『惑星のさみだれ』

北海道ではテレビ北海道（TVh）でネット。
  - 『進撃の巨人』

関東圏はTOKYO MX、中京圏はテレビ愛知、北海道は北海道テレビ、福岡県は福岡放送（FBS）、大分県はテレビ大分（TOS。日テレ / フジ系列）と、クロスネットを入れると地上波全系列局で本放送された。なお、本放送終了後に遅れてネットする局も少なくなかった。BSではBS11で本放送された後、Dlife・NHK BSプレミアムなどで再放送された。なお、2014年9月にはOVAとして制作された特別編が『日5』枠で放送された。
  - 『ダンジョンの中のひと』

テレビ朝日系列の北海道テレビ、新潟テレビ21、北陸朝日放送、フジテレビ系列のテレビ愛媛にて異系列ネット。
- 『アニメイズム』枠（前身枠を含む）、『スーパーアニメイズム』→『スーパーアニメイズムTURBO』枠において地上波と同時期に異系列BS局にて放送されたケース
  - BS日テレで放送

『アルスの巨獣』、『女神のカフェテラス』シリーズほか、『スーパーアニメイズムTURBO』全作品
  - BS朝日で放送

『乙女ゲームの破滅フラグしかない悪役令嬢に転生してしまった…X』、『ブルーピリオド』、『ダンス・ダンス・ダンスール』
  - BS11で放送

『輪るピングドラム』、『惑星のさみだれ』、『日本へようこそエルフさん。』

TBS製作番組の場合
- TBSが製作委員会に参加しているが、自局で放送せず関東圏では独立局で放送[注釈 31]
  - 『英國戀物語エマ』（第1期）、『Fate/stay night』（第1作）、『夜明け前より瑠璃色な 〜Crescent Love〜』、『もっとTo LOVEる -とらぶる- / To LOVEる -とらぶる- ダークネス』、『中二病でも恋がしたい!』シリーズ[注釈 32]・『たまこまーけっと』、『境界の彼方』[注釈 33]、『Extreme Hearts』
- TBSが製作委員会に参加しているが、地上波と同時期に異系列BS局にて放送されたケース
  - BS日テレで放送

『さようなら竜生、こんにちは人生』
  - BS11で放送

『ノー・ガンズ・ライフ』[注釈 34]、『安達としまむら』、『五等分の花嫁∬』（第2期）、他『それでも歩は寄せてくる』、『さようなら竜生、こんにちは人生』を除く2021年10月以降のローカル枠における全ての30分尺作品[注釈 35]
- TBS製作『アニアニランド』枠の場合
  - 同枠は15分アニメ『びんちょうタン』と『REC』を2本立てで放送した（TBSとBS-i（現：BS-TBS）のみ）。TBSやBS-iでは編成の都合で途中打ち切りとなったが、毎日放送では『びんちょうタン』は当時としては珍しく地上波16:9フルサイズ放送かつエンディング付き『完全版』を全話放送。その一方で『REC』はネットしなかった。
- 全国各地でネット系列が異なるパターン
  - 『アサルトリリィ BOUQUET』

TBS系列局は地上波系列ではTBS・テレビ山梨・新潟放送・RKB毎日放送の4局とBS-TBSのみ。地上波系列全体に限れば日本テレビ系列以外の局にて放送され、テレビ朝日系列（北海道テレビ・北陸朝日放送・長野朝日放送（abn）・静岡朝日テレビ（SATV）・愛媛朝日テレビ（eat）・長崎文化放送）が6局と一番多い。JNN協定の制約に加えてTBS製作番組でありながら系列不問という例外的なネット体制の為、第6話と第7話の間に挿入されるトーク特番[注釈 36]も含めてTBSのロゴや名称は一切表示せず[注釈 37]、製作委員会の『アサルトリリィプロジェクト』[注釈 38]の名義のみが製作・著作のクレジットとなっている。
  - 『プラチナエンド』

福岡県では九州朝日放送（テレビ朝日系列）に系列外ネット。
  - 『聖者無双〜サラリーマン、異世界で生き残るために歩む道〜』、『アンダーニンジャ』

北海道ではテレビ北海道（テレビ東京系列）に系列外ネット。
- 独立局系深夜アニメの続編をキー局系列深夜アニメとして放送
  - 『異世界魔王と召喚少女の奴隷魔術Ω』（第2期）
- 深夜アニメの続編を全日枠全国ネット放送
  - 『地縛少年花子くん2』
- 全日枠全国ネットアニメの続編・スピンオフなどを深夜アニメとして放送
  - 『戦隊大失格』（2nd season）

1st seasonはTBS制作・日曜16:30枠にて放送され、2nd seasonは製作委員会にCBCが参加し（TBSも引き続き参加）、『アガルアニメ』枠に移動。
- キー局と関東地区の独立局で同時期にネット
  - 『ノー・ガンズ・ライフ』（第1期）、『五等分の花嫁』シリーズ（いずれもテレビ神奈川でも放送）、『変人のサラダボウル』、『ハズレ枠の【状態異常スキル】で最強になった俺がすべてを蹂躙するまで』（いずれもとちぎテレビでも放送）、『トリリオンゲーム』（TOKYO MXでも放送）

その他
- CBC製作『アガルアニメ』枠にて地上波と同時期に異系列BS局にて放送されたケース
  - BS日テレで放送

『転生貴族、鑑定スキルで成り上がる』シリーズ、『ガチアクタ』
  - BS11で放送

『キン肉マン 完璧超人始祖編』シリーズ、『戦隊大失格』（2nd season）
- 独立局系深夜アニメをTBS系列東名阪ネットで（実質）再放送
  - 『魔法少女リリカルなのはA's』

2009年10月期に放送を行った。本作は2005年に独立局系深夜アニメとして製作・本放送されたが、この様に関東圏ではキー局で（実質）再放送する事例は初となった。

### テレビ東京
テレビ東京（テレ東）は歴史で述べたように、1996年10月期の『エルフを狩るモノたち』を皮切りに深夜アニメの放送を順次拡大。最盛期にはほぼ毎日数番組ずつ深夜アニメが放送されていたが、2010年代後半になると減少に転じている（クールごとに本数の変動が大きく、2015年4月期と2019年10月期は新作の深夜アニメが全くなかった）。
かつてはテレ東が製作に関与しない番組（独立局と同様の放送形態）も少なくなかったが、2010年代後半の時点では大半の番組で製作委員会に参加している。しかし、2021年以降は放送枠の増加もあり、再び製作参加の有無を考慮せずに多くの作品を同時期に放送する体制を取るようになった。
テレ東が製作に参加する番組の場合、ネット局は系列の全6局か、三大都市圏のテレビ大阪とテレビ愛知との3局のいずれかのパターンが多い。2010年代後半になると、地上波では関東ローカルとして、BSテレ東（2018年9月まではBSジャパン）とAT-Xの3局の組み合わせで放送されるケースもある。なお2020年代以降、テレビ愛知でも放送されない番組が増加傾向にある（2022年1月期はテレ東の深夜アニメのネットが1本もなく、同年4月以降もテレ東や系列局との同時ネット以外のローカル枠で放送される番組は減少に転じている）一方、2022年4月からは系列全6局同時ネットの作品が必ず放送されている。
テレ東の番組を多く放送している独立局の三重テレビ、岐阜放送（ぎふチャン）、びわ湖放送、奈良テレビ、テレビ和歌山でも番組販売を通じて遅れネットを行う場合がある。いずれの局も全日帯に放送するケースが見られる。
2020年代に入るとテレビ東京メディアネットが関与する作品を中心に多数の地方局で時差ネットされるものも登場している。

#### TXN系列局
系列局が製作に参加する番組は事例が少ない。かつてテレビ大阪が製作し、日曜朝に第2期・第3期が放送された『ギャラクシーエンジェル』の第4期が深夜アニメとして放送された。2016年7月期にはテレビ愛知が『orange』の製作委員会に参加、翌2017年4月期の『王室教師ハイネ』ではテレビ大阪が久々に製作委員会に参加した。2021年4月にはテレビ愛知が子会社としてTVA advanceを設立し、製作委員会への参加などの役割を担っている。2025年4月期の『完璧すぎて可愛げがないと婚約破棄された聖女は隣国に売られる』はテレビ愛知がBS朝日と共に製作委員会に参加し、テレビ東京に逆ネットする形となっている。
テレビ愛知は東海地方における独立局系の深夜アニメの受け皿的存在でもあり、特に独立局系の深夜アニメの番組規模が拡大した2000年代半ばには、テレ東系の深夜アニメも多くネットする関係で、早朝に近い時間帯まで相当数の作品が放送されていた。ただ、2010年代半ばからは独立局系の番組についても同局を含む東海地方ではネットされない番組が増加傾向にある。
テレビ北海道とTVQ九州放送（テレQ）はそれぞれ北海道・福岡県における独立局系の番組の主要なネット局として機能している。一方で、テレビ大阪とテレビせとうちは独立局系の深夜アニメがほとんど放送されていない（2010年代半ば頃までは両局とも少数を断続的に放送していた）。

#### 変則的な放送パターン（TXN）
- 製作局（テレビ東京）にてシリーズ途中で深夜帯放送に変更

『KAIKANフレーズ』
- 自社製作深夜アニメの続編がNHK総合へ移籍（製作委員会には引き続き参加）

『弱虫ペダル LIMIT BREAK』（第5期）
- 全日枠作品の続編（及びリメイク）が深夜帯に放送されるパターン

『ハヤテのごとく!』シリーズ（第2期以降）、『スレイヤーズREVOLUTION』（第4期）、『スクールランブル二学期』（第2期）、『ギャラクシーエンジェル』（第4期）、『銀魂』（2017年以降のシリーズ）、『カードファイト!! ヴァンガード overDress』シリーズ（Season2・『will+Dress』Season1）、『東京ミュウミュウ にゅ〜♡』シリーズ、『BLEACH 千年血戦篇』など
- 上記とは逆に深夜アニメの続編が全日枠で放送されるパターン

『マリア様がみてる〜春〜』（第2期）、『ネギま!?』（第2期）、『カードファイト!! ヴァンガード will+Dress』（Season2以降）、『キャプテン翼シーズン2 ジュニアユース編』、『ぷにるはかわいいスライム』（第2期）
- 全日枠で放送後、深夜帯で再放送されるパターン

『アイドルマスター ミリオンライブ!』
- 内容を一部変更し、全日枠と深夜帯の両方で放送されるパターン

『ソウルイーター』、『あにゃまる探偵 キルミンずぅ』、『ケロロ軍曹（7thシーズン）』
- 『おはスタ』コーナーアニメとしてショート版を深夜でのフル版と連動して放送

『斉木楠雄のΨ難』（第1期）、『古見さんは、コミュ症です。』（第1期）
- 深夜アニメを全日枠で再放送するパターン

『夏目友人帳』（第1期）、『神のみぞ知るセカイ』（第1期）、『ケロロ軍曹乙』（『ケロロ軍曹アンコール!』）、『けものフレンズ』（第1期）、『よりぬき銀魂さん ポロリ篇』、『IDOLY PRIDE』、『カードファイト!! ヴァンガード will+Dress』（Season1）、『BLEACH 千年血戦編』、『SPY×FAMILY』（Season1）、『ウマ娘 プリティーダービー』（Season 2、Season 3）
- 独立局系深夜アニメの続編をキー局系列深夜アニメとして放送するパターン

『まりあ†ほりっく あらいぶ』（第2期）、『邪神ちゃんドロップキックX』（第3期）、『異世界はスマートフォンとともに。2』（第2期）、『B-PROJECT〜熱烈＊ラブコール〜』（第3期）
- 独立局系深夜アニメをTXN系列局で（実質）再放送

『魔法少女リリカルなのはStrikerS』、『ガールズ&パンツァー』、『IDOLY PRIDE』（前述の様に夕方枠で放送）、『プラオレ!〜PRIDE OF ORANGE〜』、『ウマ娘 プリティーダービー』（Season 2、Season 3）、『戦姫絶唱シンフォギア』（第1期）
- 他キー局系深夜アニメをTXN系列局で（実質）再放送

『怪 〜ayakashi〜』（『化猫』編のみ）・『モノノ怪』
- 全国各地でネット系列が異なるパターン
  - 関西圏では毎日放送で放送

『貧乏神が!』、『東京リベンジャーズ』シリーズ、『境界戦機』、『夢見る男子は現実主義者』、『新米オッサン冒険者、最強パーティに死ぬほど鍛えられて無敵になる。』
  - 関西圏ではサンテレビ・KBS京都で放送

『月とライカと吸血姫』
  - 東海地方ではテレビ愛知でネットされず岐阜放送のみで放送[注釈 51]

『ワンパンマン』（第1期）[注釈 52]
  - 北海道では北海道テレビで放送

『異世界美少女受肉おじさんと』
- BSでは地上波と同時期に他のBSデジタル放送局で放送
  - BS日テレで放送

『月とライカと吸血姫』、『邪神ちゃんドロップキックX』、『アイドルマスター シンデレラガールズ U149』、『夢見る男子は現実主義者』、『SYNDUALITY noir』、『SHY』シリーズ、『B-PROJECT〜熱烈＊ラブコール〜』、『休日のわるものさん』、『転生したら第七王子だったので、気ままに魔術を極めます』シリーズ、『アイドルマスター シャイニーカラーズ』シリーズ、『甘神さんちの縁結び』、『マジック・メイカー 〜異世界魔法の作り方〜』、『ボールパークでつかまえて!』、『#コンパス2.0 戦闘摂理解析システム』、『えぶりでいホスト』
  - BS朝日で放送

『東京リベンジャーズ』シリーズ、『ちみも』、『完璧すぎて可愛げがないと婚約破棄された聖女は隣国に売られる』
  - BSフジで放送

『精霊幻想記』シリーズ、『邪神ちゃんドロップキックX』、『聖剣学院の魔剣使い』、『没落予定の貴族だけど、暇だったから魔法を極めてみた』
  - BS11で放送

『うらみちお兄さん』、『大正オトメ御伽話』、『境界戦機』シリーズ、『神クズ☆アイドル』、『Do It Yourself!! -どぅー・いっと・ゆあせるふ-』、『クールドジ男子』、『アークナイツ』シリーズ、『アイドルマスター シンデレラガールズ U149』、『アイドルマスター シャイニーカラーズ』シリーズ、『ブルーアーカイブ The Animation』、『転生悪女の黒歴史』
- BSではゴールデンタイムで放送

『境界戦機』シリーズ（BS11で放送）

### フジテレビ
フジテレビは1998年4月期から1999年10月期にかけて『頭文字D』などを放送し、2001年4・7月期の『パチスロ貴族 銀』をきっかけに深夜アニメの放送に本格参入した。しかし、2003年12月1日の地上デジタル放送のチャンネル開局に伴う放送設備のメンテナンスによる深夜帯の放送休止が頻発したことなどが災いし、番組編成の混乱が多発した。
2004年10月から半年間の休止を経て、2005年4月期には『ノイタミナ』枠を設立して再度参入。これ以降はフジテレビ自身も製作委員会の幹事役として積極的に関与するようになった。当初は深夜アニメ枠としては珍しく、少女漫画や女性向け漫画を原作とする作品を中心に放送した。2018年10月期からは、BSフジも製作に参加する『+Ultra』枠が、2023年10月期からはbilibiliと連携して中国製アニメの日本語吹替版を中心に放送する『B8station』枠が新設された。
2016年4月期から2018年10月期まで、『ノイタミナ』枠の番組はAmazon Prime Videoで有料の独占配信を実施した（本放送から1クール程度経過すると、FOD経由で他の配信サイトでも配信される）。『+Ultra』枠も同様に2021年1月期まではNetflixが独占配信を行なったが、第1話の放送後に全話分の先行配信を実施していた（一部例外あり）。
長らく『鬼滅の刃』専用枠を除き全国ネットの深夜アニメ枠を有していなかったが、2024年10月期から金曜23:40 - 翌0:10に全国ネットの深夜アニメ枠を新設。2025年4月改編で同枠を10分繰り上げ新『ノイタミナ』枠とするほか、『ONE PIECE』を『鬼滅の刃』専用枠であった日曜23:15 - 23:45にそれぞれ移動する。一方、『+Ultra』枠については北海道文化放送、テレビ西日本、BSフジがレギュラーネット局から外された。

#### FNS系列局
関西テレビ
関西テレビ（カンテレ）は2003年10月・2004年1月期に自社製作深夜アニメ第1号として『ギルガメッシュ』を放送したが、「30分の深夜アニメとしてはテレビ東京系列以外で初めて全系列局での放送」を果たした作品である（後にBSフジでも放送）。
2014年10月・2015年1月期の『四月は君の嘘』から2017年4月期の『冴えない彼女の育てかた♭』までの『ノイタミナ』枠の番組や2025年4月期の『最強の王様、二度目の人生は何をする?』以降の『+Ultra』枠の番組、『暗殺教室』シリーズの製作委員会にフジテレビと共に参加。2017年4月期からは『ウマ娘 プリティーダービー』などの独立局系の番組の製作にも参加しており、不関与の番組も一定数放送している。
2010年4月期から2011年7月期まで、深夜アニメの番組枠名称として『アニメわ〜く!』を制定していた。
その他の系列局
- 東海テレビは自局ローカルで1話5分のミニ番組かつ帯番組の『かよえ!チュー学』を放送していた（BS11でも一時期、改編期の番組枠の穴埋めとして30分単位で放送されていた）。
- 北海道文化放送（uhb）は15分番組の『フランチェスカ』を放送した（tvkでも遅れネット）ほか、『邪神ちゃんドロップキック』シリーズや『理系が恋に落ちたので証明してみた。』シリーズなどの製作にも参加している。
- サガテレビはCygames原作の作品を系列不問でネットしている。これは同社の創業者が佐賀県出身という縁によるものである。
- テレビ西日本は2024年10月期に『メカウデ』の製作委員会にBS朝日、関西テレビと共に参加。

#### 変則的な放送パターン（FNS）
- 製作局（フジテレビ）にてシリーズ途中で深夜帯放送に変更
  - 『ラーゼフォン』、『ONE PIECE』
- 全日枠作品の続編が深夜帯に放送されるパターン
  - 『ドラゴンボールDAIMA』
- 独立局系深夜アニメの続編をキー局系列深夜アニメとして放送
  - 『鬼滅の刃』シリーズ（第2期以降）

第1期『鬼滅の刃』の本放送は一部FNS系列局でネットの他、関東圏ではTOKYO MX・群馬テレビ・とちぎテレビで放送。BS11もネット局となっており、これらの4局とFNS全局で第2期以降を引き続き放送。
  - 『時光代理人 -LINK CLICK- II』

第1期は2023年10月期に『B8station』にて実質再放送された。
- BSフジでは全日枠にてネット
  - 『暗殺教室』シリーズ
- BSフジが製作参加し、地上波では他系列で放送
  - 『バトルアスリーテス大運動会 ReSTART!』（テレビ朝日系列全国ネット枠『NUMAnimation』で放送、テレビ朝日と共同制作）、『ポーション頼みで生き延びます!』（ABCテレビ・テレビ朝日系列全国ネット枠『ANiMAZiNG!!!』で放送）、『精霊幻想記』シリーズ、『聖剣学院の魔剣使い』（関東圏はテレビ東京で放送）
- キー局と関東地区の独立局で同時期にネット
  - 『鬼滅の刃』シリーズ（TOKYO MX、とちぎテレビ、群馬テレビでも放送）
- BSでは地上波と同時期に他のBSデジタル放送局で放送
  - 『鬼滅の刃』シリーズ（BS11で放送）
- フジテレビが製作委員会に参加しているが、自局で放送せず関東圏では独立局で放送
  - 『異世界でチート能力を手にした俺は、現実世界をも無双する〜レベルアップは人生を変えた〜』、『AYAKA -あやか-』、『アクロトリップ』

### 独立局
1998年に放送された『LEGEND OF BASARA』を皮切りに独立局各局でも深夜アニメが多数放送されている。
2025年現在ではTOKYO MXが積極的に製作委員会に参加している他、その他の独立局も時折製作に参加するケースがある。TOKYO MX・サンテレビ・KBS京都のほか、毎日放送を中心とする在阪広域局やテレビ愛知でも番組数が多い。後述するように、BS11・BSフジ・BS日テレ・BS朝日などのBS放送局でも多数放送されているほか、AT-Xなどのアニメ専門チャンネルやABEMAなどのインターネット配信を活用すれば、地域を問わずほとんどの番組を視聴できる。

## NHKにおける主な放送の動向
NHKでも地上波・BSを問わず深夜アニメを放送することがあり、民放各局と異なり日本全国で視聴できる。
2008年4月からはBS2において『衛星アニメ劇場』枠で新作のテレビアニメが複数放送された（第1弾は『今日からマ王!（第3シリーズ）』と『アリソンとリリア』）。2011年4月のBSのチャンネル改編により新設されたBSプレミアムでも、『BS深夜アニメ館』枠で過去作が1年間再放送された。2012年4月以降は別の時間帯に本放送する番組の再放送や民放のアニメ番組の再放送などを実施。2013年6月からは約2年半ぶりに新作の『キングダム』（第2シリーズ）を放送した。その他にも、過去に教育テレビ（Eテレ）やBS2で放送済みの番組を再放送することがあった。

### 総合テレビにおける放送
総合テレビでは2011年4月に『もしドラ』を放送し（全日帯の22時55分からのフライングスタートを実施）、2014年8月には『目玉焼きの黄身 いつつぶす?』、2015年4月には『英国一家、日本を食べる』が放送された。
2016年10月から深夜アニメ枠が常設されており、2018年3月までは土曜23時台、翌4月から2022年3月までは月曜0時台（日曜深夜、2番組放送する時期もあり）、翌4月からは日曜0時 - 0時25分枠（土曜深夜）に放送されている。時期によってはTOKYO MX・BS11などの番組と競合が発生する場合もある。

### Eテレにおける放送
2020年4月からはEテレでも月曜22時50分 - 23時15分に深夜アニメのレギュラー放送枠が設定されていた。この枠は翌年8月をもって終了している。

### 民放製作・NHK地方局ローカル編成のケース
日本の特定の地域を舞台としている作品を、地元に所在する放送局がローカル編成で放送することがある。NHKではACジャパンなどの一部の公共広告を除いてCMを放送しないため、民放での放送時にCMに充てていた時間を活用して、オリジナルの紀行コーナーを追加している。
- たまゆらシリーズ（AT-X製作）

舞台は広島県竹原市で、広島放送局が総合テレビにて放送。テレビシリーズ第1期『hitotose』と第2期『〜もあぐれっしぶ〜』を連続で放送（『hitotose』はテレビ新広島にて深夜帯に放送済み）。本編終了後には「たまゆら紀行」を放送。NHKでは全日帯での放送となった。
- Free!シリーズ（朝日放送テレビ製作）

舞台は鳥取県岩美郡岩美町で、鳥取放送局が総合テレビにて放送。第1期と第2期の『-Eternal Summer-』を連続で放送。本編終了後には「岩美紀行」を放送。NHKでも深夜帯に放送。

## BS・CS放送局における主な放送の動向
2011年の地上デジタル放送への完全移行と並行して、BSチューナーを内蔵したテレビやレコーダーの普及が進んだこともあり、BSデジタル放送局における深夜アニメの放送が拡大。2024年現在、毎日いずれかのBS・CS放送局で深夜アニメが放送されている。ネットされる番組数が増えたことで深夜アニメ番組同士の競合が発生することもあり、同一のスポンサーのCMが同じ時間帯に放送されることもある。

### 日本テレビ系列
BS日テレ / 日テレプラス / AT-X
BS日テレでは、2014年より日テレ製作の番組の遅れネットを開始した（それ以前は一度も遅れネットの実績がなかった）。
2017年7月期の『ひとりじめマイヒーロー』で初めて独立局系の深夜アニメの製作委員会に参加すると、2019年には深夜アニメの番組枠を大幅に拡大し、番組枠名称として『アニメにむちゅ〜』を制定。これ以降は日テレ製作の番組のほとんどを放送しているほか、独立局系の深夜アニメについてもBS11やBSフジと並んで放送に積極的な姿勢を取っている。
2010年代末期以降は、日テレ系列外局（主に毎日放送やテレビ東京）の深夜アニメを系列のBS局に代わって『アニメにむちゅ〜』枠内で放送するケースも増加している（地上波では全日帯で放送されている作品も同枠内で放送することがある）。
日テレプラスでも遅れネットを行なっており、特に2013年頃までは日テレとの2局体制で放送されたケースも少なくない。AT-X（テレビ東京ホールディングス傘下）でも旧作を中心に放送されるケースがある。

### テレビ朝日系列
BS朝日 / テレ朝チャンネル1 / AT-X
BS朝日は2016年10月期に『ユーリ!!! on ICE』を放送するまで、テレビ朝日や系列局製作の深夜アニメを放送した実績が全くなかった。
独立局系の深夜アニメについても『アニメ魂』→『アニメスピリッツ』枠（末期のみBS日テレに移行）を含む少数の番組を放送するのみだったが、2020年4月期より『アニメA』枠を新設すると放送を本格化。2021年4月期の『シャドーハウス』で初めて独立局系深夜アニメの製作委員会に参加した（BS11とWOWOWでも放送、WOWOWは製作委員会にも参加）。
2022年10月以降は『アニメA』枠内で『NUMAnimation』枠を含むテレビ朝日製作の作品を継続して放送しており、実質的にレギュラーネットとなっている一方、朝日放送テレビ製作の『ANiMAZiNG!!!』枠の放送実績は『4人はそれぞれウソをつく』の1本のみである。
テレ朝チャンネル1は『NUMAnimation』枠（および同枠創設前のテレ朝製作の深夜アニメ）の遅れネットを行うことが多く、テレ朝が関与するABEMAが開設された2010年代後半以降を中心に、独立局系の深夜アニメの旧作も積極的に放送している。また、『ANiMAZiNG!!!』枠を含む朝日放送テレビなどの系列局が製作した番組を中心に、AT-Xなどの他系列のBS・CS放送局で放送される機会も多い。なお、テレ朝チャンネル2（旧：朝日ニュースター）では深夜アニメの放送実績はない。

### TBS系列
BS-TBS / TBSチャンネル1 / TBSチャンネル2 / BS11（製作に参加する番組のみ）/ AT-X
BS-TBSはBS-iとしての開局から間もない2001年10月期に『まほろまてぃっく』を放送し、2007年まではTBSテレビなどの地上波では放送しない独自の番組を放送するなど、2000年代前半から深夜アニメの放送にある程度のウェイトを割いている。2012年1月期からは毎日放送（MBS）製作の番組の遅れネットを開始し、以降『アニメイズム』枠のレギュラーネットを行っている。他方、TBS系列全局ネット枠の番組が放送されるケースは非常に少ない（その一方で、BS日テレやBS11といった他の無料BS局で放送されたケースは多数存在している）。
2019年10月期の『ノー・ガンズ・ライフ』（第1期）を皮切りに、多くの番組でBS11が製作に参加するようになり、BS-TBSに代わってネットするケースが増加している。前述の『アニメイズム』枠においても、稀にBS11が製作参加・ネットした（する）ケースが存在する。
独立局系の深夜アニメに関しては放送に消極的で、TBSテレビが製作委員会に参加している一部の作品を除けば、2022年10月期に『悪役令嬢なのでラスボスを飼ってみました』を放送するまで一度もネットしていなかった。
TBSチャンネルでは1で新作の遅れネットを、2で旧作の再放送を行う。また、AT-XではTBSテレビが製作委員会に参加するものの自局で放送せず、独立局を中心に放送する番組や『アニメイズム』枠を含むMBSなどの系列局が製作した番組を主にネットするほか、旧作の再放送も数多く行なっている。

### テレビ東京系列
BSテレ東 / AT-X（他の放送局でも放送実績あり）
BSテレ東（2018年9月まではBSジャパン）の放送実績は、開局当初から2010年代前半まではかつて存在した小学館が関与する番組枠など少数のみで、テレ東および系列局製作の深夜アニメの放送には極めて消極的であるが、2015年10月期頃からは、一時の休止を挟みつつも毎クール当たり数番組程度遅れネットを行なっている（同一シリーズの一部のみを放送したケースも複数ある）。
しかし、2020年代に入ってからはBSテレ東での放送本数が再び減少傾向になっており（全日帯を含めて）、以後はテレ東（および系列局）の製作関与の有無を問わず、他のBS局（BS日テレ・BS朝日・BSフジ・BS11など）が代替する形で放送するケースが多くなっている（AT-Xが製作委員会に参加する独立局系の番組についても、これ以前から多数存在する）。
テレ東系地上波では全日帯で放送する一部の作品を深夜帯に放送するケースもある（他のBS局で放送されるケースでも同様）。
独立局系の深夜アニメに関しては前述のBS-TBSと同様であり、放送実績は2008年10月期の『かんなぎ』と2009年7月期の『化物語』の2本（いずれもアニプレックス製作）のみである。
AT-Xはテレ東系の番組を初め、独立局系の深夜アニメの黎明期から、それらの大多数もネットしているほか、製作委員会に参加している番組を中心に全ネット局で最も早く放送されることもある。また前述・後述の通り、他のキー局や系列局が製作している番組も多数放送実績がある。

### フジテレビ系列
BSフジ / アニマックス / AT-X
BSフジは、2013年3月まで土曜深夜枠→『NOISE』枠→『ノイタミナ』枠をネットしていたことがある。その後、2018年10月期にはフジテレビと共に製作に参加する『+Ultra』枠を立ち上げ、同枠の歴代の全番組を放送していたが、2025年3月をもってレギュラーネットから外れ（製作委員会からも離脱）、以降は『B8station』枠の番組を遅れネットするに留まっている。
一方で独立局系の深夜アニメに関しては後述のBS11に次いで積極的に放送しており、2014年には『スペース☆ダンディ』で初めて製作委員会に参加し、2017年4月改編で『アニメギルド』枠を新設して規模を拡大した。
2020年代に入るとBS日テレやBS朝日での番組枠拡大を受ける形で、番組数が若干減少傾向にある。
フジ系列全局ネット枠の番組は、『ONE PIECE』を除きBSフジでは原則として遅れネットを行っていない（『鬼滅の刃』シリーズは後述のBS11で放送）。
YTE（日本テレビ系列局の読売テレビの子会社）が製作に参加する作品の多くをネットしている。
かつてはフジテレビTWO（旧：フジテレビ721）を中心とするフジテレビワンツーネクストの各チャンネルでもフジテレビ製作の深夜アニメを放送していたが、2020年代に入るとアニマックスやAT-Xでの放送が基本となっている（前者は製作委員会に参加するケースもある）。

### BS11
BS11は2007年12月の開局当初から『ANIME+』枠での深夜アニメの放送に積極的で、前述のBSフジが放送規模を拡大するまでは、BS放送における独立局系の番組のシェアを寡占していた。
前述のBSフジ・BS朝日・BS日テレの番組枠拡大を受ける形で、一部の番組枠が旧作の再放送に置き換えられるなど、2020年代に入ると若干規模が縮小しているが、依然として新作深夜アニメの本数はBS各局の中で最も多い。
2010年代前半から『迷い猫オーバーラン!』や『ぬらりひょんの孫』シリーズ、『黒子のバスケ』シリーズなど、製作委員会にも積極的に参加している。
2010年代後半からは在京キー局（主にTBSやテレビ東京）製作の深夜アニメを系列のBS局に代わって放送するケースも増えている。また、開局から2010年頃にかけては地上波での放送がなく同局独占で放送する番組も複数見受けられた。

### BS12 トゥエルビ
BS12 トゥエルビはBS11と同日に開局したが、BS11とは対照的に新作の深夜アニメの放送には消極的である。
2020年には『アニメ26』枠を新設したが、大半は旧作の再放送である（民放各局で全日帯に放送された番組を含む）。

### WOWOW
WOWOWは在京キー局系のBS放送局が2000年12月に開局する以前から、アニメ番組を一定数放送していた。当初は平日夕方での放送だったが、次第に深夜帯へシフトした経緯がある。
同局は本来契約者のみが視聴できるが、アニメ番組については民放各局と同様にスポンサーを付けてCMを放送する形で、無料（ノンスクランブル）で放送されることも多い。
番組によっては、映画を放送する際と同様に「R-15指定相当」と明示して放送する場合もある（AT-Xと異なり、放送自体に年齢制限は設定されない）。
2008年以降の新作は2012年にスクランブルで放送された『カイバ』のみの状態が続いていたが、2016年4月期より地上波と共通の深夜アニメを金曜22時30分枠で最も早く先行放送する『アニメプレミア』枠を開設。2019年4月期より名称を『アニメプライム』に変更し、木曜0時00分（水曜深夜）枠に移動している（スクランブル放送で放送される番組についても、無料放送のBS他局でネットされる場合は、その放送局で無料で視聴できる）。

### BS松竹東急
BS松竹東急は2022年3月の開局当初から、平日23時30分枠にて過去の旧作を日替わりで放送しているが、中にはBS初放送の番組も含まれている。
完全新作（UHFアニメとして地上波でも並行放送されるものが主）は日曜23時枠を中心とした不定期に編成され、それ以外は平日23時30分枠と同様に過去の旧作を主とする。2023年1月期には親会社の松竹が製作委員会に参加した『REVENGER』を放送したほか、2024年1月期には『明治撃剣-1874-』をテレビ独占放送。

## 深夜アニメの各種問題
なお、下記に挙げている作品についての具体的な概要は、各作品の記事を参照のこと。

### 表現の自主規制
日本の深夜番組ではいわゆるお色気番組が古くから一定数放送されていた時期があり、おおむね1990年代前半頃までは人間の裸体や遺体が放送されることもしばしばあったが、確立が1990年代後半以降になった深夜アニメに関しては黎明期から厳しい表現の自主規制を受けている。概要で述べたようにテレビ放送時になされていた自主規制をビデオソフトでは外すことで、ビデオソフトの販売促進の手段として活用している作品も珍しくない。
特にテレビ東京では、深夜アニメブーム黎明期の1997年にポケモンショックを起こした経験を機に、放送基準に厳格な姿勢へ転向しており、2002年に放送された『フィギュア17 つばさ&ヒカル』では小学生相当の年齢の女子キャラクターの誕生や入浴により裸体が映るシーン（エロティックなものではなく、作劇上必要かつ自然なもの）に対して大幅な修正が入った内容で放送され、物議を醸した。2010年代以降は『トリニティセブン』や『チェンソーマン』のように、お色気や残虐な描写に対して規制を最小限に抑えた作品も放送されるようになっている。
フジテレビは黎明期は比較的規制に寛容だったが、2004年に放送されたお色気描写が豊富な『GIRLSブラボー first season』では方針を転換し、大幅に修正を入れた上で放送した。その後『ノイタミナ』制定以降は再び規制が緩くなる傾向が見られ、『クズの本懐』や『平穏世代の韋駄天達』のように過激な描写が盛り込まれた作品も放送されることがある。
TBSは元々規制について厳格な傾向があり、最初期に放送された『行け!稲中卓球部』は下ネタなどの改変が多く原作者から批判された。また『怪物王女』では原作者の許諾の下、設定を改変して血液の描写をほとんど削除したケースもある。対して系列局の毎日放送は残虐シーンが極めて多い『BLOOD-C』などは局側で最低限の規制しか行わなかったなど、全体的には規制に寛容な傾向がある。時間帯を問わず同局製作の作品がTBSで放送される際、TBS側で追加の規制を加えられることは基本的にはない。テレビ東京と同様に2020年代に入ってからは『異世界魔王と召喚少女の奴隷魔術Ω』のようにお色気の描写がある程度見受けられる作品も放送されている。
テレビ東京・フジテレビ・TBSと対照的に、テレビ朝日は（深夜アニメ自体の放送が少なかったため他局と一概に比較はできないものの）平成時代は規制が比較的緩い傾向にあったが、令和に入り『NUMAnimation』枠の設置以降は自主規制に厳しい傾向があり、『カッコウの許嫁』では原作のお色気描写の削除が行われた。

### 制作トラブルとその影響
- GAD GUARD（フジテレビ）

第7話（未放送回を含めると「EPISODE 8」に該当）の制作が遅延し、フジテレビへの「2003年5月28日16時」の納品予定に間に合わず、実際に納品されたのは翌日の「0時35分」となった。このため、局の判断で前週分の再放送に踏み切った。
第20話まで放送したところで改編期を迎え、翌週以降の番組枠の確保ができなくなったため放送が打ち切りとなった。後にアニマックスなどのアニメ専門チャンネルで全話放送された。
- コードギアス 反逆のルルーシュ（毎日放送・TBS系）

制作スケジュールが逼迫していた影響で総集編が2回挿入され、本放送は第23話で打ち切りとなった。その後、約4ヶ月後に残り最終2話が特別編成で順次放送された。
同様のケースは同局製作『エウレカセブンAO』でも発生している。
- されど罪人は竜と踊る（TBS）

TBS・BS-TBSで2017年10月から放送が予定されていたが、同年9月22日、制作上の都合により2018年4月開始予定への放送延期が発表された。
これを受け、TBSでは『中二病でも恋がしたい!』を、BS-TBSではその第2期『戀』をそれぞれ放送した。同作はTBSが製作委員会に参加する独立局系の深夜アニメとして放送されたが、TBSおよびBS-TBSではこれが初放送となった。
- 新型コロナウイルス感染症関連

2020年4月期以降、深夜アニメでも新型コロナウイルス感染症の流行・拡大により製作の中断や遅延が発生したことで放送スケジュールに影響が出ており、再放送への差し替えや次のクール以降への放送開始時期の延期などが多数発生した。